# Lahinja
Lahinja – rzeka w południowej Słowenii, prawy dopływ Kupy. Ma długość 34 km i powierzchnie zlewni wynoszącą 360 km².

## Przebieg i opis
Źródeł Lahinji jest kilka, najdłuższą z nich jest zaczynająca się w miejscowości Knežina, płynąca w kierunku północno-wschodnim. Po połączeniu się wszystkich źródeł rzeki Lahinja skręca w kierunku północnym we wsi Mala Lahinja. Ze względu na niewielki spadek rzeka ma dość kręty bieg w górnym biegu. W okolicach miejscowości Brdarci Lahinja przyjmuję swój pierwszy dopływ – Podturnščicę. W mieście Črnomelj rzeka przyjmuję kolejny lewobrzeżny dopływ, Dobličicę, oraz rzeka zmienia swój bieg w kierunek wschodni, a następnie północno-wschodni.
We wsi Gradac rzeka kolejny raz skręca w kierunku wschodnim, oraz przyjmuję ostatni większy dopływ – Krupę. Następnie Lahinja w okolicach miejscowości Primostek uchodzi do rzeki Kupy.

## Ochrona przyrody
Rzeki jest wpisana do programu Natura 2000 oraz część od Knežiny do Pusti Gradec należy do Parku krajobrazowego Lahinja.
Dolina rzeki jest siedliskiem dla storczyka trójzębnego, ozorki zielonej i goryczki wąskolistnej.